# Hibridoma
Hibridomas são linhagens celulares desenvolvidas para produzir um anticorpo (imunoglobulina) desejado em grande quantidade. 
Para produzir anticorpos monoclonais, linfócitos B são removidos do baço de algum animal no qual o antígeno do anticorpo desejado tenha sido previamente inoculado. Esses linfócitos são então "fundidos" com células de mieloma (tumores de linfócitos B ativados, ou seja, os plasmócitos), que tem a capacidade de se reproduzirem, em cultura, indefinidamente. As células resultantes dessa fusão são denominadas de hibridomas. Essas se reproduzem indefinitamente, produzindo grandes quantidades do anticorpo desejado.
Esta Técnica foi desenvolvida por Köhler e Milstein em 1975. Os mielomas utilizados, geralmente são retirados de murinos inoculados, já os linfócitos B normais, secretores dos anticorpos específicos são obtidos de camundongos ou ratos, previamente imunizados com o antígenos de interesse, tornando possível a produção de alta especificidade e sensibilidade.
Uma seleção positiva, entretanto, é necessária. Essa seleção é feita pelo cultivo dos hibridomas em meios de cultura específicos e consequente separação dos clones desejados. Inicialmente são células tetraplóides, mas são colocadas num meio que contêm substâncias que vão silenciar os genes que não interessam e mais tarde adicionam outras substâncias que vão provocar perda cromossómica da informação genética que não interessa.